# 灰岩棒柄花
灰岩棒柄花（学名：Cleidion bracteosum），为大戟科棒柄花属下的一个种。

## 扩展阅读
維基物種上的相關：灰岩棒柄花